# Paul-Charles Lestringuez
Paul-Charles Lestringuez est un footballeur français, né le 7 septembre 1948 à Caudry.
Il évoluait au poste de gardien de but.

## Clubs
- 1968 1969  :  Lille OSC (D2) : 18 matchs, 0 but[1]
- 1969 1970  :  Lille OSC (CFA) : N'a pas évolué en équipe première
- 1970 1971  :  Lille OSC (D2) : 7 matchs, 0 but
- 1972 1974  :  AC Ajaccio (D1) : 15 matchs, 0 but